# Association de la Jeunesse Auxerroise 2019-2020
Questa voce raccoglie le informazioni riguardanti l'Association de la Jeunesse Auxerroise nelle competizioni ufficiali della stagione 2019-2020.

## Rosa 2019-2020
| N. |                       | Ruolo | Calciatore       |
| -- | --------------------- | ----- | ---------------- |
| 1  | Francia (bandiera)    | P     | Mathieu Michel   |
| 2  | Haiti (bandiera)      | D     | Carlens Arcus    |
| 3  | Francia (bandiera)    | D     | Quentin Bernard  |
| 4  | Francia (bandiera)    | C     | Mickaël Barreto  |
| 5  | Mauritania (bandiera) | D     | Abdoul Ba        |
| 6  | Francia (bandiera)    | C     | Aly Ndom         |
| 7  | Svizzera (bandiera)   | A     | Dejan Sorgić     |
| 8  | Benin (bandiera)      | C     | Jordan Adéoti    |
| 9  | Francia (bandiera)    | A     | Yanis Merdji     |
| 10 | Cina (bandiera)       | A     | Ji Xiaoxuan      |
| 11 | Guinea (bandiera)     | A     | Mohamed Yattara  |
| 12 | Mali (bandiera)       | C     | Birama Touré     |
| 13 | Francia (bandiera)    | D     | Kenji-Van Boto   |
| 15 | Francia (bandiera)    | A     | Eddy Sylvestre   |
| 16 | Francia (bandiera)    | P     | Zacharie Boucher |

| N. |                       | Ruolo | Calciatore              |  |
| -- | --------------------- | ----- | ----------------------- |  |
| 17 | Comore (bandiera)     | D     | Benjaloud Youssouf      |  |
| 18 | Francia (bandiera)    | D     | François Bellugou       |  |
| 19 | Francia (bandiera)    | A     | Yanis Begraoui          |  |
| 20 | Francia (bandiera)    | C     | Alexandre Coeff         |  |
| 21 | Marocco (bandiera)    | C     | Hamza Sakhi             |  |
| 22 | Francia (bandiera)    | A     | Mickaël Le Bihan        |  |
| 23 | Francia (bandiera)    | C     | Samir Chergui           |  |
| 24 | Francia (bandiera)    | D     | Jean Marcelin           |  |
| 26 | Francia (bandiera)    | D     | Samuel Souprayen        |  |
| 27 | Francia (bandiera)    | C     | Axel Ngando             |  |
| 29 | Francia (bandiera)    | A     | Rémy Dugimont           |  |
| 30 | Madagascar (bandiera) | P     | Sonny Laiton            |  |
| 34 | Francia (bandiera)    | C     | Ousoumane Camara        |  |
|    | Francia (bandiera)    | D     | Serge-Philippe Raux-Yao |  |